# 川村カ子トアイヌ記念館
川村カ子トアイヌ記念館（かわむらかねとあいぬきねんかん）は、旧近文コタン（現北海道旭川市北門町11）内に設立されたアイヌ民族文化の保護・伝承を目的とする私設の資料館。1916年（大正5年）に開設された日本最古のアイヌ資料館である。

## 概要
上川アイヌの首長川村イタキシロマが1916年（大正5年）自宅を公開する形で「アイヌ博物館」を開設、イタキシロマの子息川村カ子トが測量の仕事で得た資金で拡充し、「川村カ子トアイヌ記念館」として発展させた。
2006年(平成18年)には敷地内にアイヌの伝統家屋であるチセを忠実に再現。記念館と同様に内部を見学できる。
旧館は1965年（昭和40年）に建設したもので老朽化が進んでいたため、旭川市と協議の結果、市が国から交付金を受けて新館を建設することになった。2022年（令和4年）から新館の建設工事が行われ、2023年（令和5年）7月15日にリニューアルオープンした。新館は2階建てで延べ床面積は約370平方メートル。
館内にはアイヌ民族が使った生活用具や衣装など、二代目館長の川村カ子トが多数収集したのが展示されている。また、独特の文様が特徴的なアイヌ衣装の無料貸出しや、民族楽器ムックリの演奏や古式舞踊なども見ることができる。2023年7月のリニューアルでアイヌ民族の伝統工芸品でもある木彫りの熊約150点や現代のアイヌの彫刻作品が展示品に追加された。
また、川村カ子トは鉄道施設の測量技手として名を馳せていたため、鉄道資料も数多く展示されている。

## 施設情報
- 館長 川村晴道 - 川村カ子トの孫[1]。3代目館長の川村兼一（カ子トの子）が2021年2月に亡くなり館長不在となっていたが[2]、2023年7月に4代目館長に川村晴道が就任した[1]。
- 所在地:北海道旭川市北門町11丁目

詳細は下記のサイトで確認のこと。